# 加賀山耕一
加賀山 耕一（かがやま こういち、1956年 - ）は、日本の紀行作家。

## 略歴
東京都足立区千住生まれ。明治大学卒業。23歳夏に四国一周の歩き遍路を敢行。塾講師を経て37歳の春に二度目の遍路。旅で出会ったユニークな人々との交流を通じて自己の生い立ちを見つめ直す『さあ、巡礼だ』を上梓する。

## 著書
- 『子供にぴったりの塾を選ぶ本 「知らないまま」が一番こわい』中経出版 1990
- 『少年野球は誰のもの?』JICC出版局 1992
- 『さあ、巡礼だ 転機としての四国八十八ヵ所』三五館 2000
- 『お遍路入門 人生ころもがえの旅』2003 ちくま新書
- 『お遍路さん 美人をたずねて三百里』2006 平凡社新書
- 『コロナ日和』2022 Amazon Services International, Inc.
- 『コロナ狂歌集サイタサイタ』2022 Amazon Services International, Inc.
- 『コロナ百人一首』2022 Amazon Services International, Inc.
- 『悪魔の辞典 コロナ版』2022 Amazon Services International, Inc.
- 『コロナ替え歌 日本の唱歌①』2023 Amazon Services International, Inc.
- 『コロナ替え歌 日本の唱歌②』2023 Amazon Services International, Inc.
- 『コロナ替え歌 日本の唱歌③』2023 Amazon Services International, Inc.
- 『狂歌集 参政党奇談』2023 Amazon Services International, Inc.